# Rullstolscurling vid paralympiska vinterspelen
Rullstolscurling vid paralympiska vinterspelen hade premiär vid paralympiska vinterspelen 2006, och spelas med könsmixade landslag.

## Turneringar
| 2006 Detaljer | Turin, Italien        | Kanada | 7–4 | Storbritannien | Sverige        | 10–2 | Norge    |
| 2010 Detaljer | Vancouver, Kanada     | Kanada | 8–7 | Sydkorea       | Sverige        | 7–5  | USA      |
| 2014 Detaljer | Sotji, Ryssland       | Kanada | 8-3 | Ryssland       | Storbritannien | 7-3  | Kina     |
| 2018 Detaljer | Pyeongchang, Sydkorea | Kina   | 6–5 | Norge          | Kanada         | 5–3  | Sydkorea |